# ГЕС Zhǎngzhōu
ГЕС Zhǎngzhōu (长洲水电站) — гідроелектростанція на півдні Китаю у провінції Гуансі. Знаходячись після ГЕС Qiáogǒng, становить нижній ступінь каскаду на основній течії річкової системи Сіцзян, яка (завершується в затоці Південно-Китайського моря між Гуанчжоу та Гонконгом).
В межах проекту на ділянці річки під назвою Xun звели бетонну греблю висотою 56 метрів та довжиною 3470 метрів. Вона перекриває три протоки та включає чотири паралельні судноплавні шлюзи і два машинні зали. Гребля утримує водосховище з об'ємом 1,86 млрд м3 та нормальним рівнем поверхні на позначці 20,6 метра НРМ (під час повені об'єм водойми може зростати до 5,6 млрд м3).
Основне обладнання станції становлять п'ятнадцять бульбових турбін потужністю по 42 МВт, які використовують напір від 3 до 16 метрів (номінальний напір 9,5 метра) та забезпечують виробництво 3014 млн кВт-год електроенергії на рік.
Видача продукції відбувається по ЛЕП, розрахованій на роботу під напругою 220 кВ.